# Рюмлінген
Рюмлінген (нім. Rümlingen) — громада  в Швейцарії в кантоні Базель-Ланд, округ Зіссах.

## Географія
Громада розташована на відстані близько 65 км на північний схід від Берна, 11 км на південний схід від Лісталя.
Рюмлінген має площу 2,3 км², з яких на 10,5% дозволяється будівництво (житлове та будівництво доріг), 48% використовуються в сільськогосподарських цілях, 40,2% зайнято лісами, 1,3% не є продуктивними (річки, льодовики або гори).

## Демографія
2019 року в громаді мешкало 430 осіб (+17,5% порівняно з 2010 роком), іноземців було 22,3%. Густота населення становила 189 осіб/км².
За віковим діапазоном населення розподілялося таким чином: 24,9% — особи молодші 20 років, 58,6% — особи у віці 20—64 років, 16,5% — особи у віці 65 років та старші. Було 167 помешкань (у середньому 2,5 особи в помешканні).
Із загальної кількості 154 працюючих 14 було зайнятих в первинному секторі, 88 — в обробній промисловості, 52 — в галузі послуг.